# Seengen
Seengen (toponimo tedesco) è un comune svizzero di 3 955 abitanti del Canton Argovia, nel distretto di Lenzburg.

## Geografia fisica
Seengen si affaccia sul Lago di Hallwil.

## Monumenti e luoghi d'interesse

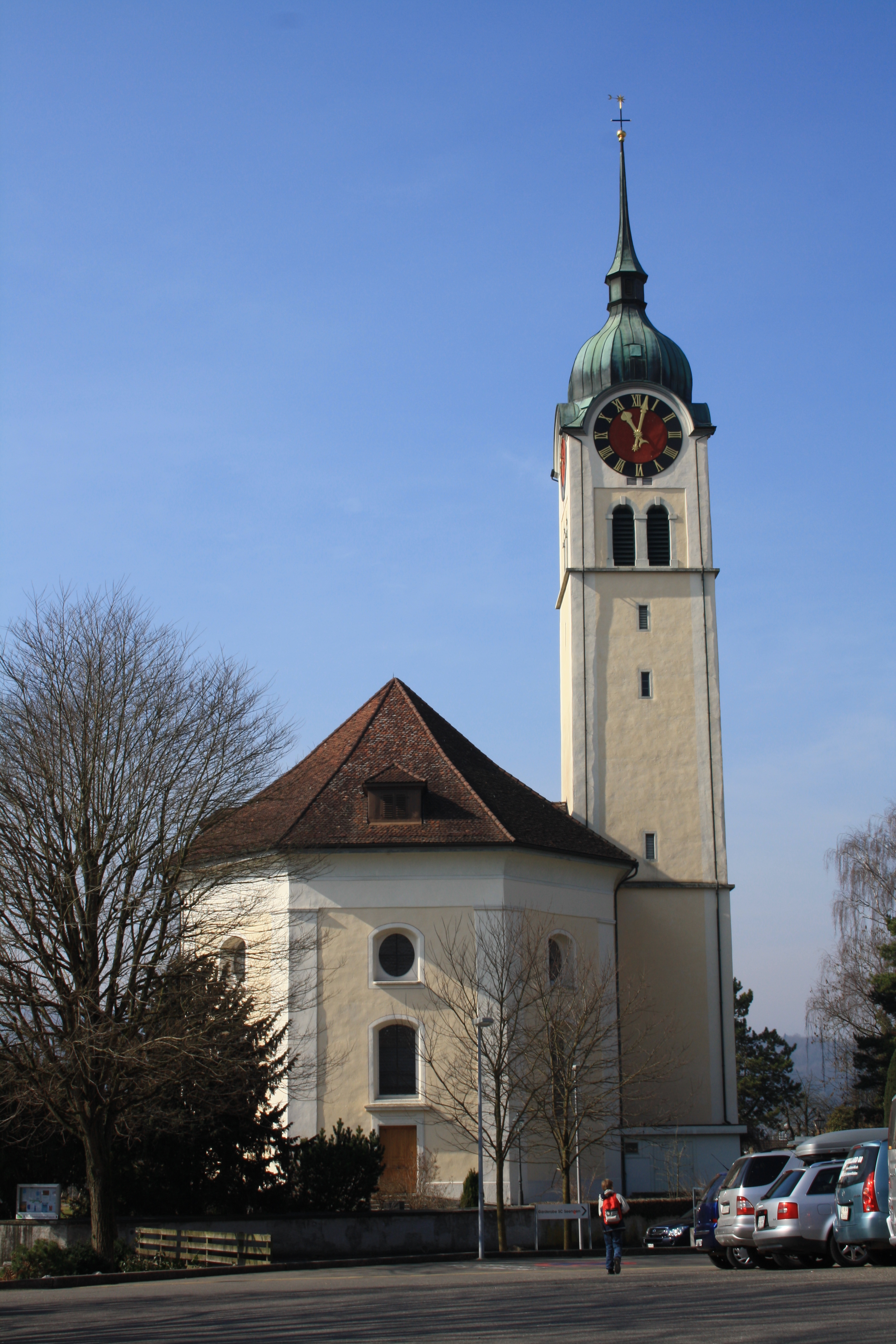
La chiesa riformata

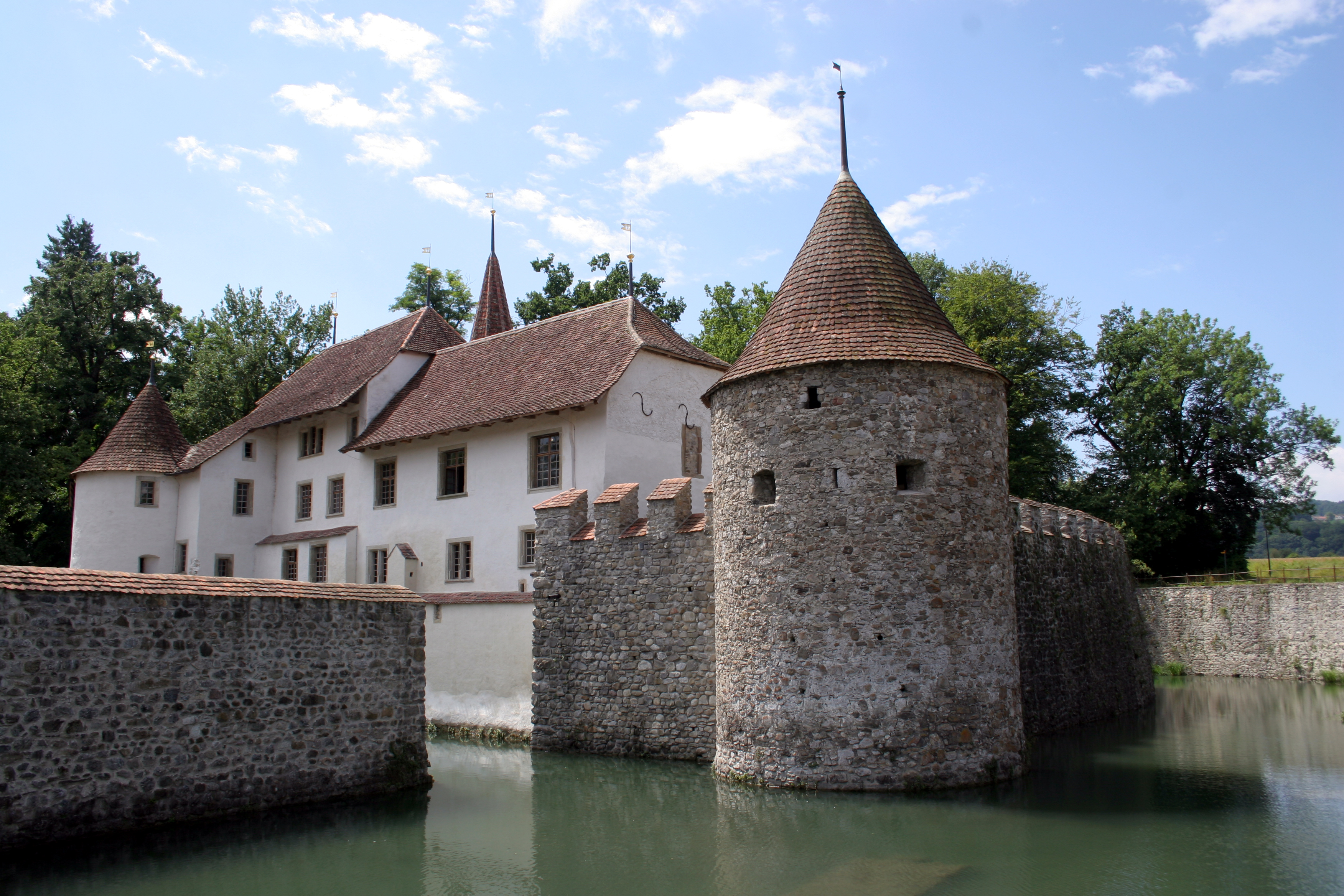
Il castello di Hallwyl

- Chiesa riformata (già di San Maurizio), attestata dal 1185 e ricostruita nel 1490 e nel 1820[1];
- Castello di Hallwyl, eretto nel XII secolo e ricostruito nel 1415, nel 1579-1590, nel 1861-1874 e nel 1914[2].

## Società

### Evoluzione demografica
L'evoluzione demografica è riportata nella seguente tabella:
Abitanti censiti

## Amministrazione
Ogni famiglia originaria del luogo fa parte del cosiddetto comune patriziale e ha la responsabilità della manutenzione di ogni bene ricadente all'interno dei confini del comune.